# Peter Walther

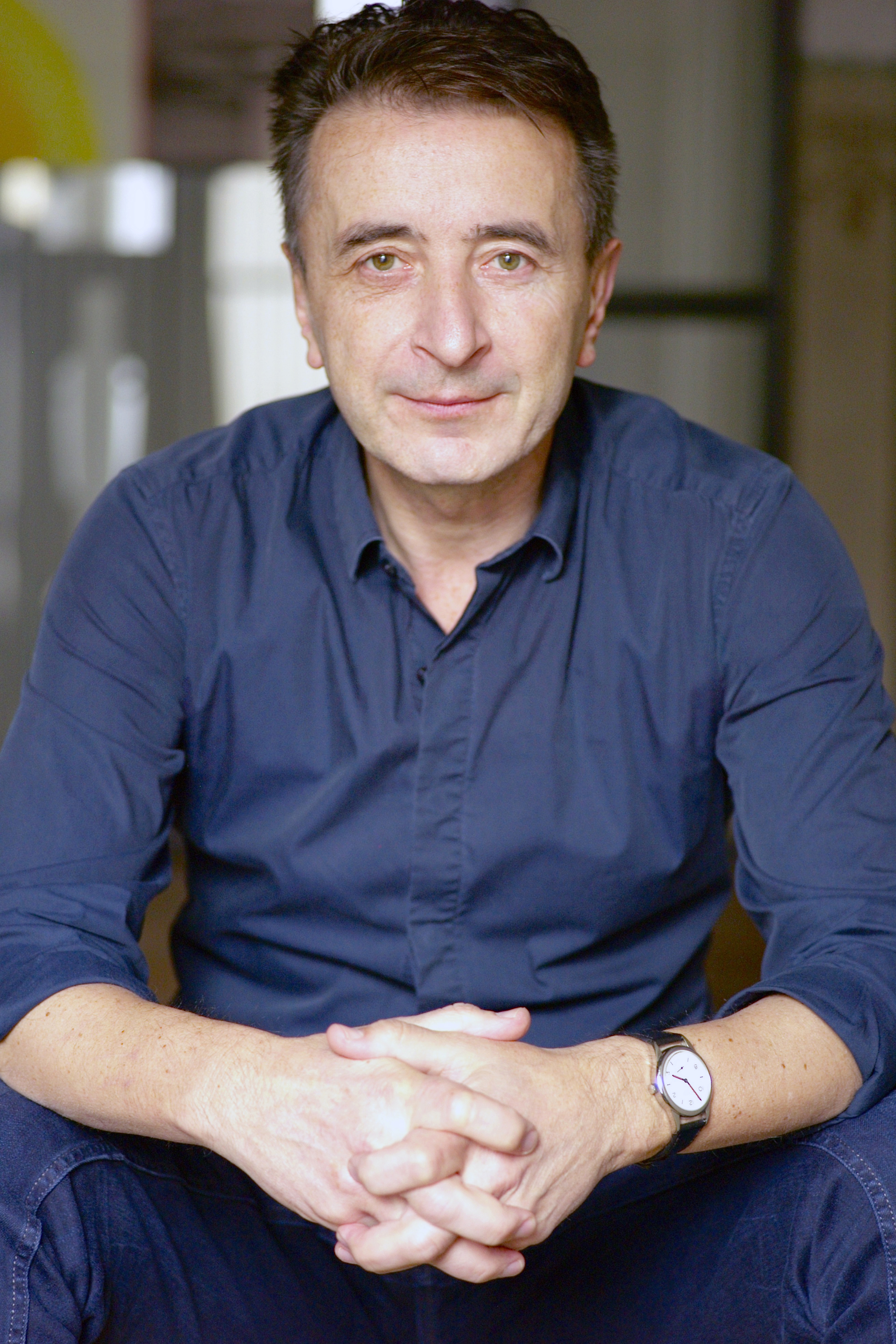
Peter Walther (2019)

Peter Walther (* 27. Dezember 1965 in Berlin) ist ein deutscher Germanist und Literaturhistoriker.

## Leben
Walther studierte Germanistik und Kunstgeschichte an der Ernst-Moritz-Arndt-Universität Greifswald, der Humboldt-Universität zu Berlin und der Universität Duisburg-Essen und wurde 1995 in Berlin mit der Dissertation Der Totentanz in St. Marien zu Berlin. Bild und Text zum Dr. phil. promoviert. Von 1990 bis 2000 schrieb er regelmäßig für die Kulturseite der Berliner „tageszeitung“. Gemeinsam mit Hendrik Röder leitet er die Geschäftsstelle des Brandenburgischen Literaturbüros in Potsdam. Walther ist Mitbegründer des Literaturportals literaturport (zus. mit Ulrich Janetzki), das Informationen zu verschiedenen Aspekten der Literaturgeschichte und literarischen Gegenwart in Berlin und Brandenburg anbietet. Er hat, gemeinsam mit Peter Böthig, das Portal Zeitstimmen mit literatur- und alltagsgeschichtlichen Informationen zu über 2000 Orten in der Region Berlin-Brandenburg aufgebaut. Walther veröffentlichte zu Schriftstellern wie Johann Wolfgang von Goethe, Günter Eich, Peter Huchel und Thomas Mann sowie zu fotografiegeschichtlichen Themen, vor allem zur Geschichte der frühen Farbfotografie. Außerdem war er von 1996 bis 1998 Mitherausgeber der mittlerweile eingestellten Literaturzeitschrift Moosbrand. Neue Texte (zus. mit Birgit Dahlke, Klaus Michael und Lutz Seiler).

## Schriften (Auswahl)
- Der Berliner Totentanz zu St. Marien. Lukas Verlag, Berlin 1997, ISBN 3-931836-17-7.
- als Hrsg.: Peter Huchel. Leben und Werk. (= Insel Taschenbuch 1805). mit Beiträgen von Wolf Biermann, Durs Grünbein, Michael Hamburger, Walter Jens, Reiner Kunze, Hans Mayer und Marcel Reich-Ranicki. Insel Verlag, Frankfurt am Main/Leipzig 1995, ISBN 3-458-33505-6. (Parallelausgabe als Ausstellungsband mit CD)
- als Hrsg.: Märkische Dichterlandschaft. Ein illustrierter Literaturführer durch die Mark Brandenburg. mit Beiträgen von Günter de Bruyn, Adolf Endler, Sarah Kirsch, Christian Graf von Krockow und Günter Kunert. Deutsche Verlags-Anstalt, Stuttgart 1998, ISBN 3-421-05165-8.
- als Hrsg.: Günter Eich (1907–1972). Nach dem Ende der Biographie. Lukas Verlag, Berlin 2000, ISBN 3-931836-40-1. (mit CD)
- mit Jürgen Israel (Hrsg.): Musen und Grazien in der Mark. 750 Jahre Literatur in Brandenburg. Band 1: Ein Lesebuch. Lukas Verlag, Berlin 2002, ISBN 3-931836-68-1.
- als Hrsg.: Musen und Grazien in der Mark. 750 Jahre Literatur in Brandenburg. Band 2: Ein historisches Schriftstellerlexikon. Lukas Verlag, Berlin 2002, ISBN 3-931836-69-X.
- mit Lutz Seiler (Hrsg.): Peter Huchel. (= Text und Kritik, Heft 157). Edition Text und Kritik, München 2003, ISBN 3-88377-727-7.
- als Hrsg.: Die Dritte Front. Literatur in Brandenburg 1930–1950. Lukas Verlag, Berlin 2004, ISBN 3-936872-25-2.
- als Hrsg.: Berlin und die Mark Brandenburg. Ein Fontane-Brevier mit historischen Farbaufnahmen von Rudolf Hacke. Band 1, vacat, Potsdam 2004, ISBN 3-930752-28-X.
- als Hrsg.: Berlin und die Mark Brandenburg. Ein Fontane-Brevier mit historischen Farbaufnahmen von Rudolf Hacke, Band 2, vacat, Potsdam 2005, ISBN 3-930752-30-1.
- als Hrsg.: Thomas Mann, Lübeck als geistige Lebensform, mit historischen Farbaufnahmen von Julius Hollos, vacat, Potsdam 2005, ISBN 3-930752-39-5.
- als Hrsg.: Literaturland Brandenburg. Ein Wegweiser zu den literarischen Gedenkstätten des Landes. vacat, Potsdam 2005, ISBN 3-930752-40-9.
- als Hrsg.: Goethe und die Mark Brandenburg. vacat verlag, Potsdam 2006, ISBN 3-930752-43-3.
- als Hrsg.: Goethe und Zelter. Eine Freundschaft in Briefen. Gelesen von Christian Brückner und Otto Sander, Audio-CD. vacat, Potsdam 2006, ISBN 3-930752-44-1.
- als Hrsg.: Deutschland in frühen Farbfotografien (DVD). Directmedia Publishing, Berlin 2007, ISBN 978-3-89853-619-6.
- als Hrsg.: Endzeit Europa. Ein kollektives Tagebuch deutschsprachiger Schriftsteller, Künstler und Gelehrter im Ersten Weltkrieg. Wallstein Verlag, Göttingen 2008, ISBN 978-3-8353-0347-8.
- als Hrsg.: Deutschland in frühen Farbfotografien. Komet Verlag, Köln 2009, ISBN 978-3-89836-918-3.
- mit Peter Böthig (Hrsg.): Die Russen sind da. Kriegsalltag und Neubeginn 1945 in Tagebüchern aus Brandenburg. Lukas Verlag, Berlin 2011, ISBN 978-3-86732-079-5.
- als Hrsg.: Kindheitsbilder. Alltagsfotografie in Brandenburg seit 1848. Lukas Verlag, Berlin 2013, ISBN 978-3-86732-149-5.
- als Hrsg.: Der Erste Weltkrieg in Farbe. (parallel Dt./Engl./Frz.) Taschen Verlag, Köln 2014, ISBN 978-3-8365-5417-6.
- als Hrsg.: New Deal Photography. USA 1935–1943 (Dt./Engl./Frz., parallel Span./Ital./Portug.) Taschen Verlag, Köln 2016, ISBN 978-3-8365-3711-7.
- Hans Fallada. Die Biographie. Aufbau-Verlag, Berlin 2017, ISBN 978-3-351-03669-0.
- als Hrsg.: Hans Fallada. Junge Liebe zwischen Trümmern. Mit unveröffentlichten Erzählungen. Aufbau-Verlag, Berlin 2018, ISBN 978-3-351-03709-3.
- als Hrsg.: Lewis Wickes Hine. America at Work (Dt./Engl./Frz.), Taschen Verlag, Köln 2018, ISBN 978-3-8365-7234-7.
- als Hrsg.: Unausstehlich und reizend zugleich: Die Brandenburger, vacat, Potsdam 2019, ISBN 978-3-930752-56-0.
- Fieber. Universum Berlin 1930–1933, Aufbau-Verlag, Berlin 2020, ISBN 978-3-351-03479-5.
- als Mithrsg.: Hans Fallada. Lilly und ihr Sklave. Mit unveröffentlichten Erzählungen, Aufbau Verlag, Berlin 2021, ISBN 978-3-351-03882-3.
- als Hrsg.: Anna Atkins. Cyanotypes. (parallel Dt./Engl./Frz.) Taschen Verlag, Köln 2023, ISBN 978-3-8365-9603-9.
- als Hrsg.: Edward S. Curtis. The North American Indian. Complete Portfolios. (parallel Dt./Engl./Frz.) Taschen Verlag, Köln 2025, ISBN 978-3-836-59673-2.

## Auszeichnungen
- 2008: Grimme Online Award für literaturport
- 2018: Annalise-Wagner-Preis[4] für „Hans Fallada. Die Biographie“

## Ausstellungen
- Peter Huchel. Leben und Werk, Potsdam 1995.
- Günter Eich. Nach dem Ende der Biographie, Potsdam 2000.
- Musen und Grazien in der Mark. 750 Jahre Literaturgeschichte, Potsdam 2002.
- Die Dritte Front. Literatur in Brandenburg 1930–1950, Potsdam 2004.
- Goethe und die Mark Brandenburg, Potsdam 2006.
- Endzeit Europa. Tagebücher und Briefe deutschsprachiger Schriftsteller 1914–1918, Potsdam 2008.
- Kindheitsbilder. Alltagsfotografie in Brandenburg seit 1848, Potsdam 2013.
- Im Zwischenreich. Der literarische Neubeginn in Potsdam 1945–1950, Potsdam 2015.
- Geschichte des Handwerks in Brandenburg. Fotografie von 1890 bis 2000, Potsdam 2016.
- Unausstehlich und reizend zugleich: Die Brandenburger, Rheinsberg 2019.
- Der Traum vom Fernhören. Literatur im Rundfunk der Weimarer Republik, Rheinsberg 2023.